# ŠK Zmaj Belgrad
ŠK Zmaj Belgrad, pełna nazwa Šahovski klub Zmaj – serbski klub szachowy z siedzibą w Belgradzie, dwukrotny mistrz kraju.

## Historia
Klub powstał w 1976 roku jako ŠK Politika. W 2020 roku klub został zwycięzcą Premijer ligi Beograda i awansował do Prvej ligi Srbije. W 2021 roku klub zajął czwarte miejsce w Prvej lidze. W 2022 roku nastąpiła zmiana nazwy klubu na ŠK Zmaj. W sezonie 2022 zespół zdobył mistrzostwo kraju. Kadrę drużyny stanowili wówczas m.in. Abhimanyu Puranik, Merab Gagunaszwili, Luka Budisavljević, Miodrag Savić i Miša Pap. W 2023 roku szachiści klubu uzyskali wicemistrzostwo Serbii. W sezonie 2024 Zmaj zdobył drugi tytuł.

## Arcymistrzowie w historii klubu
- Michaił Briakin[9]
- Luka Budisavljević[10]
- Luka Drašković[11]
- Merab Gagunaszwili[10]
- Denis Kadrić[11]
- Miša Pap[10]
- Aleksandr Predke[11]
- Abhimanyu Puranik[6]
- Miodrag Savić[6]